# Stephens-Townsend-Murphy Party

Das einzige von ihm erhaltene Foto zeigt Elisha Stephens, den Anführer der Siedlergruppe, in San José, 1860

Die Stephens-Townsend-Murphy Party (von engl. party = Reisegruppe) war eine Gruppe von Siedlern, der es als erster gelang, die Berge der Sierra Nevada in Richtung Kalifornien mit Planwagen zu überqueren. Die Überquerung fand im Jahr 1844 und damit zwei Jahre vor derjenigen der – aufgrund des Auftretens von Kannibalismus weitaus bekannteren – Donner Party statt.
Die Gruppe bestand aus Angehörigen von zehn Familien, die aus Iowa kommend in Kalifornien auf eine bessere Zukunft hofften. Ihren Namen erhielt die Reisegruppe von Elisha Stephens, einem Mountain Man, der die Gruppe anführte, John Townsend, dem später ersten approbierten Arzt in Kalifornien, und Martin Murphy, dessen Söhne John und Daniel 1848 den Ort Murphys im heutigen Calaveras County gründeten.
Die erfolgreiche Überquerung der Sierra Nevada durch die Stephens-Townsend-Murphy Party stellt den Auftakt für spätere Reisen von Siedlern auf dem California Trail dar.

## Geschichte
Die Stephens-Townsend-Murphy Party bestand aus 23 Männern, 8 Frauen und rund 15 Kindern. Die größte Gruppe unter den Siedlern stellte die Familie von Martin Murphy, einem irischen Immigranten, der 1820 nach Kanada ausgewandert war, um sich dann im Jahr 1840 im westlichen Missouri niederzulassen. Eine weitere Gruppe bestand aus dem Arzt John Townsend, seiner Frau und deren Bruder Moses Schallenberger. Diesen beiden Gruppen schlossen sich fünf Iren, drei Franzosen und eine Reihe von Trappern an. Zu den Trappern gehörten Isaac Hitchcock, Caleb Greenwood und Elisha Stephens, wobei letzterer zum Anführer der Reisegruppe gewählt wurde.
Ausgangspunkt der Reise war Council Bluffs im Iowa-Territorium. Wahrscheinlich am 8. Mai 1844 überquerten die Siedler den Missouri River und setzten ihre Reise entlang des Platte River, einem Zufluss des Missouri fort. Nach einem kurzen Aufenthalt bei Fort Laramie ging es weiter bis Fort Hall, das die Gruppe um den 10. August erreichte. Anstatt in westlicher Richtung auf dem Oregon Trail weiterzuziehen, schlugen die Siedler eine südwestliche Richtung ein, die sie mit ihren von Ochsen gezogenen Planwagen durch den heutigen Bundesstaat Nevada bis an den Truckee River führte.
Am heutigen Donner Lake beschlossen sechs der Besitzer von Planwagen, diese zurückzulassen, um die Berge der Sierra Nevada auf Pferden leichter bezwingen zu können. Die übrigen fünf Planwagen wurden unter Aufbringung aller Kräfte die Hänge zum heutigen Donner Pass hinaufgezogen. Die Überquerung des Passes fand vermutlich am 25. November 1844 statt. Der achtzehnjährige Moses Schallenberger wurde damit beauftragt, die sechs zurückgelassenen Planwagen zu bewachen. Er überlebte den Winter durch Fallenstellen und ernährte sich während dieser Zeit hauptsächlich von Füchsen.
Vor ihrer Weiterreise nach Sutter’s Fort ließen die Siedler die übrigen fünf Planwagen mit Proviant sowie den Frauen und Kindern unter Bewachung von zwei Männern im Gebirge zurück. Am 6. Dezember brach eine Gruppe von siebzehn Männern in Richtung Sutter’s Fort auf, das sie eine Woche später erreichten. Dort trafen sie auf die sechs Mitglieder der Reisegruppe, die sich am Donner Lake von dem Treck abgesetzt hatten und bei ihrer Reise zu Sutter’s Fort als erste Weiße den heutigen Lake Tahoe passiert hatten.
Anstatt umgehend zu den zurückgelassenen Frauen und Kindern zurückzukehren, wurden die im Fort angekommenen Siedler von Johann August Sutter zur Teilnahme an seinem Kriegszug gegen den mexikanischen Gouverneur von Kalifornien Manuel Micheltorena verpflichtet. Beim heutigen Monterey an der Küste des Pazifiks konnte Elisha Stephens Sutter allerdings davon überzeugen, dass er und seine Männer nicht gebraucht würden, und kehrte mit ihnen zu Sutter’s Fort zurück. Von dort aus erreichten sie die in den Bergen zurückgelassenen Mitglieder der Reisegruppe im Februar 1845 und brachten sie unter günstigen Wetterbedingungen ins Fort.

## Spätere Jahre
Elisha Stephens siedelte in der Gegend von San José, wo der Stevens Creek [sic] nach ihm benannt ist. Später ließ er sich als erster weißer Siedler in Bakersfield im heutigen Kern County nieder, wo er 1887 starb. Martin Murphy Sen. kaufte den Rancho Ojo del Agua de la Coche im heutigen Santa Clara County. Sein Sohn Martin Murphy Jun. gründete die Stadt Sunnyvale. Zwei seiner anderen Söhne verdienten Geld mit dem Verkauf von Waren an die Goldsucher des Kalifornischen Goldrausches und gründeten den am Fuße der Sierra gelegenen Ort Murphys. Seine jüngste Tochter Helen heiratete Charles Maria Weber, den Gründer der Stadt Stockton im heutigen San Joaquin County. Der zur Stephens-Townsend-Murphy Party gehörende Siedler Dennis Martin war bei der Suche von Gold erfolgreich und kaufte mit seinem Vermögen unter anderem Ländereien, auf denen sich heute Teile der Stanford University befinden.